# Bochs

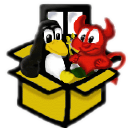
Logo programu

Bochs (fonetycznie od ang. box – pudełko, komputer) to emulator komputera rodziny x86 na licencji GNU LGPL. Umożliwia uruchamianie jednego systemu operacyjnego na systemach Unix/Linux, Windows (w wersji 32-bitowej), Mac OS X, AmigaOS, i in.

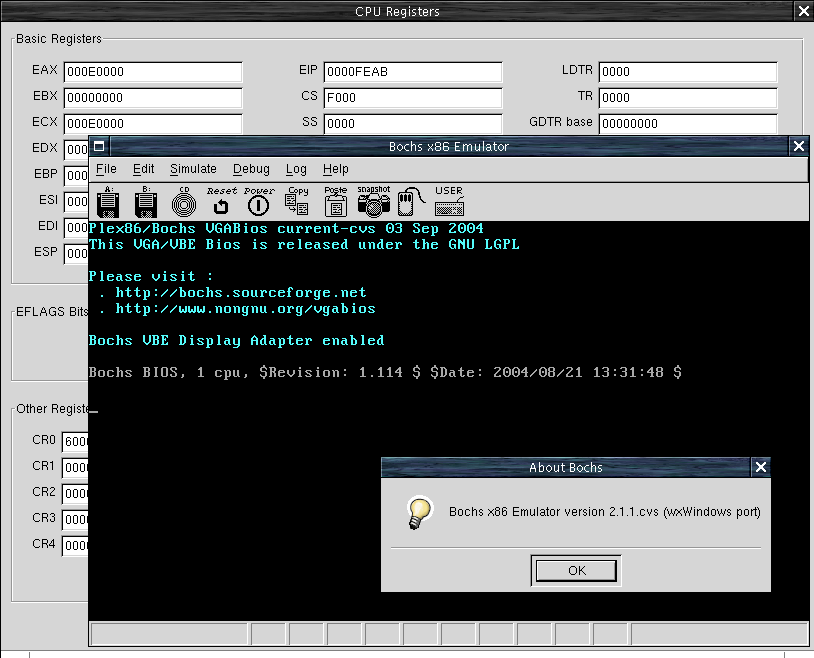
Bochs 2.1.1.cvs (wxWindows)

Ponieważ procesor jest emulowany, szybkość działania programu wewnątrz Bochsa jest o wiele niższa niż wewnątrz programów wirtualizujących typu VMWare. W przeciwieństwie do nich możliwe jest jednak uruchamianie Bochsa na procesorach innych niż x86 oraz dowolne modyfikowanie przyjętego zbioru instrukcji.